# 价格接受者
价格接受者（Price taker），又稱受價者，是经济学中的一个术语，指在市场中的每一个人（买者或者卖者），他们所面对的价格都是由市场给定的，也就是经过市场供需调整后的均衡价格。通俗一点说，将市场的价格当作自己的购买价或者售出价的个人。

## 参見
- 完全竞争